# Adam Stockhausen
Adam Stockhausen (Brookfield, 30 novembre 1972) è uno scenografo statunitense vincitore del Premio Oscar per la miglior scenografia di Grand Budapest Hotel.

## Filmografia
- 8, regia di Jane Campion e Gael García Bernal, Mira Nair, Gaspar Noé, Abderrahmane Sissako, Gus Van Sant, Wim Wenders e Jan Kounen (2008)
- My Soul to Take - Il cacciatore di anime (My Soul to Take), regia di Wes Craven (2010)
- Every Day, regia di Richard Levine (2010)
- Due cuori e una provetta (The Switch), regia di Will Speck e Josh Gordon (2010)
- Scream 4, regia di Wes Craven (2011)
- Moonrise Kingdom - Una fuga d'amore (Moonrise Kingdom), regia di Wes Anderson (2012)
- 12 anni schiavo (12 Years a Slave), regia di Steve McQueen (2013)
- Grand Budapest Hotel (The Grand Budapest Hotel) , regia di Wes Anderson (2014)
- Giovani si diventa (While We're Young), regia di Noah Baumbach (2014)
- Il ponte delle spie (Bridge of Spies), regia di Steven Spielberg (2015)
- Ready Player One, regia di Steven Spielberg (2018)
- L'isola dei cani (Isle of Dogs), regia di Wes Anderson (2018)
- Widows - Eredità criminale (Widows), regia di Steve McQueen (2018)
- The French Dispatch of the Liberty, Kansas Evening Sun, regia di Wes Anderson (2021)
- West Side Story, regia di Steven Spielberg (2021)
- Asteroid City, regia di Wes Anderson (2023)
- Indiana Jones e il quadrante del destino (Indiana Jones and the Dial of Destiny), regia di James Mangold (2023)
- La meravigliosa storia di Henry Sugar (The Wonderful Story of Henry Sugar), regia di Wes Anderson (2023) - cortometraggio
- Blitz, regia di Steve McQueen (2024)
- La trama fenicia (The Phoenician Scheme), regia di Wes Anderson (2025)